# Sabicea loxothyrsus
Sabicea loxothyrsus là một loài thực vật có hoa trong họ Thiến thảo. Loài này được K.Schum. & Dinkl. ex Stapf miêu tả khoa học đầu tiên năm 1906.